# Колъуей (окръг, Кентъки)
Окръг Колъуей (на английски: Calloway County) е окръг в щата Кентъки, Съединени американски щати. Площта му е 1064 km², а населението - 35 421 души (2000). Административен център е град Мъри.